# Tiefkarspitze
Tiefkarspitze är ett berg i Österrike, på gränsen till Tyskland.   Det ligger i distriktet Innsbruck-Land och förbundslandet Tyrolen, i den västra delen av landet, 400 km väster om huvudstaden Wien. Toppen på Tiefkarspitze är 2 431 meter över havet.
Terrängen runt Tiefkarspitze är bergig söderut, men norrut är den kuperad. Runt Tiefkarspitze är det tätbefolkat, med 530 invånare per kvadratkilometer.. Närmaste större samhälle är Innsbruck, 19,5 km söder om Tiefkarspitze. 
I omgivningarna runt Tiefkarspitze växer i huvudsak barrskog.